# Melaje
Melaje (cyr. Мелаје) – wieś w Serbii, w okręgu raskim, w gminie Tutin. W 2011 roku liczyła 449 mieszkańców.